# Pierre Magnard
Pierre Magnard (* 24. August 1927 in Casablanca) ist ein französischer Philosoph und emeritierter Hochschullehrer mit dem Schwerpunkt Geschichte der Philosophie.
Magnard studierte Philosophie an der Universität von Paris, wo unter anderem Gaston Bachelard, Jean Beaufret, Henri Gouhier und Maurice Merleau-Ponty zu seinen Lehrern zählten. Nach seinem Studiumsabschluss, dem Doktorat und einiger Jahre Tätigkeit im höheren Schuldienst wurde Magnard 1978 Professor für Philosophie an der Universität Poitiers, seit 1988 dann an der Sorbonne, wo er heutzutage Emeritus ist. Zu den Arbeitsschwerpunkten von Magnard gehört vor allem die Geschichte der neuzeitlichen Philosophie, wobei er sich mit Denkern wie Carolus Bovillus, Nicolaus Cusanus, Michel de Montaigne und Blaise Pascal beschäftigt hat und deren Werke ediert hat.
Für sein Buch Questions à l’humanisme hat Magnard den „Grand prix de Philosophie“ (2001)  der Académie française erhalten.

## Schriften
- Questions à l’humanisme, Paris : PUF, 2000, ISBN 2-13-051144-9
- (Hrsg.): La dignité de l'homme (Actes du colloque tenu à la Sorbonne-Paris IV en novembre 1992), Paris : Champion, 1995, ISBN 2-85203-435-2
- (Hrsg.): Métaphysique de l'esprit (Actes du colloque tenu en Sorbonne les 17-18-19 Novembre 1995), Paris : Vrin, 1996, ISBN 2-7116-1290-2
- (Hrsg.): Fureurs, héroïsme et métamorphoses, Louvain & Paris : Peeters, 2007, ISBN 978-90-429-1839-9

| Personendaten    | Personendaten           |
| ---------------- | ----------------------- |
| NAME             | Magnard, Pierre         |
| KURZBESCHREIBUNG | französischer Philosoph |
| GEBURTSDATUM     | 24. August 1927         |
| GEBURTSORT       | Casablanca              |